# TRIP 항공
TRIP 항공(포르투갈어: TRIP Linhas Aéreas)은 브라질의 지역 항공사로 총 88개 노선을 취항하고 있다. 본사는 브라질 캄피나스 위치해 있으며 1998년에 설립했다. 또한 사용하고 있는 허브 공항으로 탕크레두 네비스 국제공항이 있다. 2012년 5월 28일 브라질의 저가 항공사인 아줄 브라질 항공과 합병하는 방안이 검토를 했으며 2014년 6월에 아줄 브라질 항공에 합병이 되었다.

## 보유 기종
- 2012년 4월 기준으로 TRIP 항공은 다음과 같은 기종을 보유하고 있다.[5]

## 사진

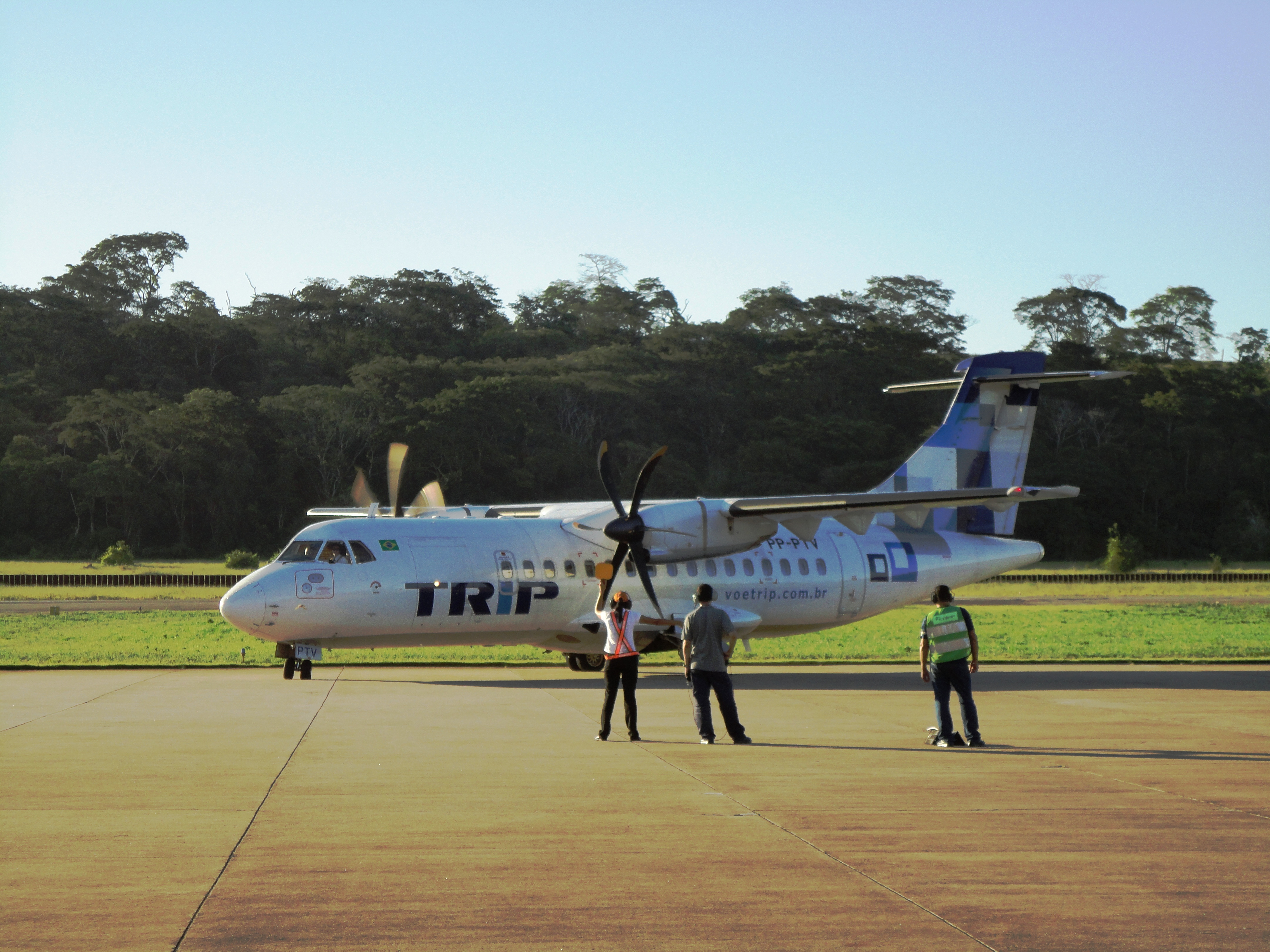
TRIP 항공의 ATR 72
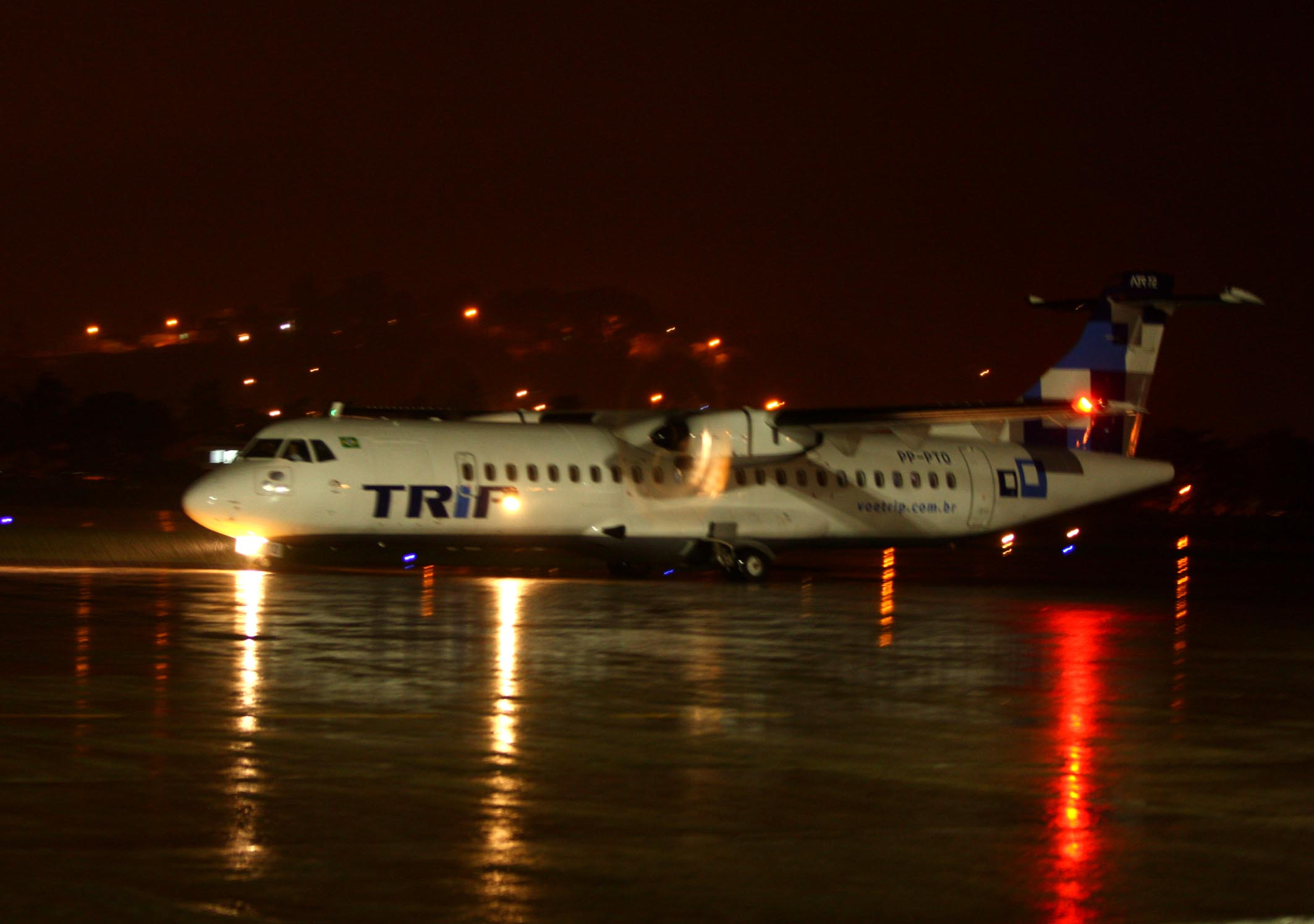
TRIP 항공의 ATR 72-500
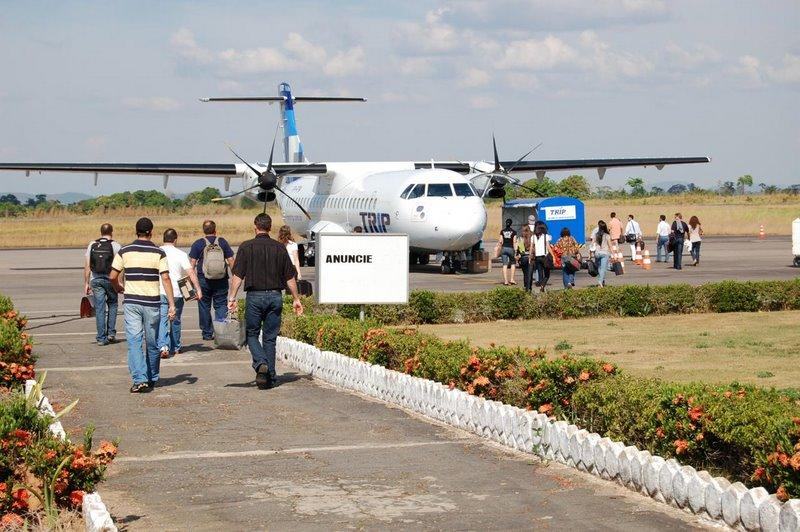
TRIP 항공의 ATR 72-500